# Antonio García Arias
Antonio García Arias, es el primer alcalde de la democracia en Moratalla por el Partido Socialista Obrero Español (PSOE). Entre 1975 y 1978, participa en movimientos sindicales dentro de su profesión, como maestro de primaria.
Alcalde de Moratalla (PSOE) durante las legislaturas:
- 1979-1983 (Pag.12-14)
- 1983-1987 (Pag.13)
- 1987-1990
- 1999-2000 (Pag.8 (enlace roto disponible en Internet Archive; véase el historial, la primera versión y la última).)

Elegido Miembro del Consejo Federal de la Federación Española de Municipios y Provincias en la Asamblea General de Barcelona en 1983 y reelegido en las Asambleas de Madrid, Valencia y Zaragoza dejando este cargo en 1990.
En octubre de 1983 en una reunión de alcaldes de la Región de Murcia (31) en el Parador Nacional de Turismo de Puerto Lumbreras, propone la creación de la Federación de Municipios de la Región de Murcia, FMRM, para la cual se le encarga la coordinación Comisión Gestora con la finalidad redactar los Estatutos de la Federación y convocar la Asamblea Constituyente. La FMRM quedó constituida, con la integración de la totalidad de los Ayuntamientos de la Región, en Asamblea de 25/2/1985.
Desempeñó el cargo de Miembro de la Ejecutiva de la FMRM, desde su creación en el 1983 hasta que deja su condición de Alcalde de Moratalla en el 1990, presidiendo distintas comisiones de la misma.
En 1990 es nombrado Director del Gabinete de la Consejería de la Consejería de Cultura, Educación y Turismo de la Comunidad Autónoma de la Región de Murcia cesando en 1994.
Entre los cargos orgánicos del PSOE que ha ocupado:
- Secretario de Política institucional del Partido Socialista de la Región de Murcia, en Asamblea Extraordinaria en 1984.
- Ha pertenecido en distintas Ejecutivas Locales de Moratalla.

En 2007 es elegido Presidente de la organización sin ánimo de lucro de promoción de las energías alternativas "Acción Solar".
- Datos: Q5698400